# Louis Cottrell junior

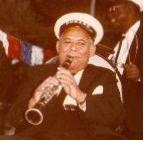
Louis Cottrell

Louis Albert Cottrell Junior (* 7. März 1911 in New Orleans; † 21. März 1978 ebenda) war ein US-amerikanischer Klarinettist und Tenorsaxophonist des New-Orleans-Jazz. Er leitete die Heritage Hall Jazz Band in New Orleans.

## Leben
Cottrell war als Sohn des einflussreichen Jazz-Schlagzeugers Louis Cottrell senior früh in das Musikleben in New Orleans eingebunden. Er lernte Klarinette bei Barney Bigard und Lorenzo Tio. Als Schüler von Tio favorisierte er das Albert System des Klarinettenspiels wie viele kreolische Musiker in New Orleans.
Cottrell spielte ab Mitte der 1920er Jahre im Golden Rule Orchestra, mit Polo Barnes (1925), Chris Kelly und Kid Rena. 1929 spielte er auf dem Mississippidampfer SS Island Queen mit der Young Tuxedo Brass Band von Lawrence Marrero und danach mit dem Orchester von Don Albert, mit dem er 1935 bei Vocalion aufnahm und mit dem er bis 1939 durch die USA tourte. Danach kehrte er nach New Orleans zurück, wo er 1940 eine Zusammenarbeit mit Paul Barbarin begann, die sich auch in den 1950er und 1960er Jahren fortsetzte (er nahm mit ihm 1951 und 1955 auf und erneuerte mit ihm 1960 die Onward Brass Band). 1941 spielte er bei Armand Piron und 1942 bis 1947 bei Sidney Desvigne.
Nach dem Erfolg einer Aufnahme in der Living Legends-Serie 1961 setzte er sein für die Aufnahme geformtes Trio fort. Die von ihm und Barbarin 1960 neu belebte Onward Brass Band leitete er nach dessen Tod 1969. Cottrell leitete die Onward Brass Band bis zu seinem eigenen Tod 1978, danach zerfiel sie. Im Jahr 1967 war er für die US-Truppenbetreuung in Vietnam. 1971 gründete er die Heritage Hall Jazz Band, die eine Konkurrenz zur bekannteren Preservation Hall Jazz Band bildete und mit der er 1974 in der Carnegie Hall auftrat und aufnahm.
Als Sideman spielte er u. a. mit Peter Bocage, Jim Robinson, Sweet Emma Barrett und Paul Barbarin.
Er war als Gewerkschafter aktiv und organisierte die Unterabteilung für farbige Musiker in der Local 496 der American Federation of Musicians. 1956 wurde er deren Präsident. Er war in New Orleans genauso bekannt als Gewerkschafter wie als Musiker und setzte sich unermüdlich für Gleichbehandlung von Musikern gleich welcher Rasse ein.
Als Komponist schrieb er mit Lloyd Glenn und Don Albert You Don’t Love me (True), das ein früher Rhythm-and-Blues-Hit mit Paul Gayten wurde. Seine Aufnahme von Big Lip Blues ist in der Filmmusik von Pretty Baby von Louis Malle (1978).
Sein Enkel Louis Cottrell ist Jazzschlagzeuger in New Orleans (u. a. Young Tuxedo Brass Band).

## Diskographie
- New Orleans: The Living Legends, Riverside Records 1961 (mit McNeal Breaux, Alcide Pavageau, Emanuel Sayles)
- Dixieland Hall presents Louis Cottrell and his New Orleans Jazz Band, Nobility 1963
- New Orleans Heritage Hall Jazz Band, GNP Crescendo Records 1973
- Louis Cottrell’s Heritage Hall Jazz Band Live at Carnegie Hall, Viko 1974 (mit Blanche Thomas, Gesang)

## Lexikalische Einträge
- Leonard Feather, Ira Gitler: The Biographical Encyclopedia of Jazz. Oxford University Press, New York 1999, ISBN 0-19-532000-X.